# Lätäjärvi
Lätäjärvi är en sjö i Finland. Den ligger i kommunen Salla i landskapet Lappland, i den norra delen av landet, 800 km norr om huvudstaden Helsingfors. Lätäjärvi ligger 173 meter över havet. Arean är 51,9 hektar och strandlinjen är 4 kilometer lång. Sjön  ingår i Kemi älvs huvudavrinningsområde. 